# Betriebshof Schöneberg

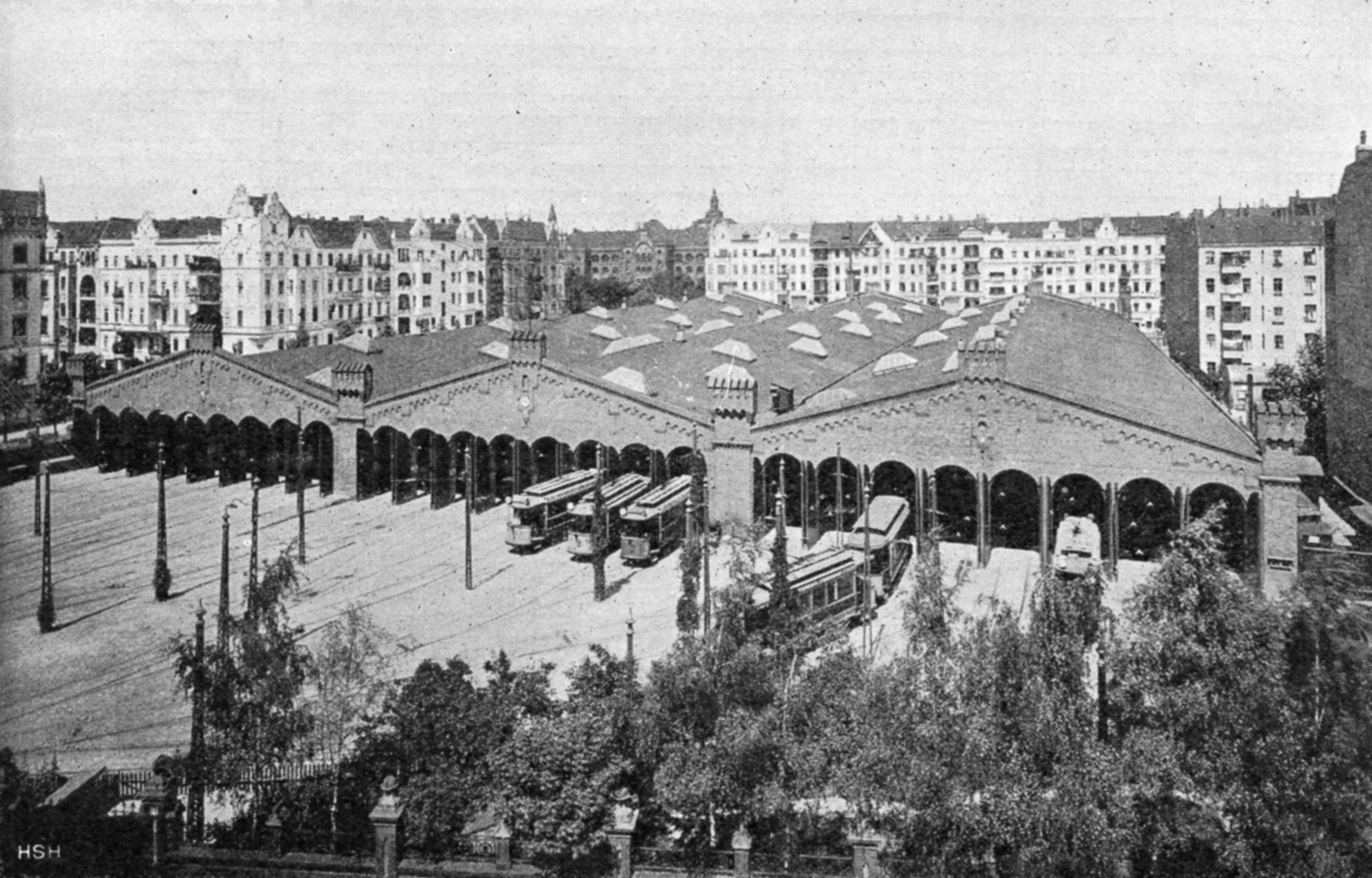
Betriebshof Schöneberg, 1914

Der Betriebshof Schöneberg ist ein ehemaliger Betriebshof der Berliner Straßenbahn. Er wurde 1899 von der Großen Berliner Straßenbahn (GBS) als Bahnhof X eröffnet und 1964 durch die Berliner Verkehrsbetriebe (BVG) geschlossen. Das Grundstück beherbergt gegenwärtig den Fuhrpark des Berliner Senats und dient als Fahrzeugsammelstelle der Berliner Polizei.

## Lage und Aufbau

Straßenbahntriebwagen vor der Wagenhalle, 1964

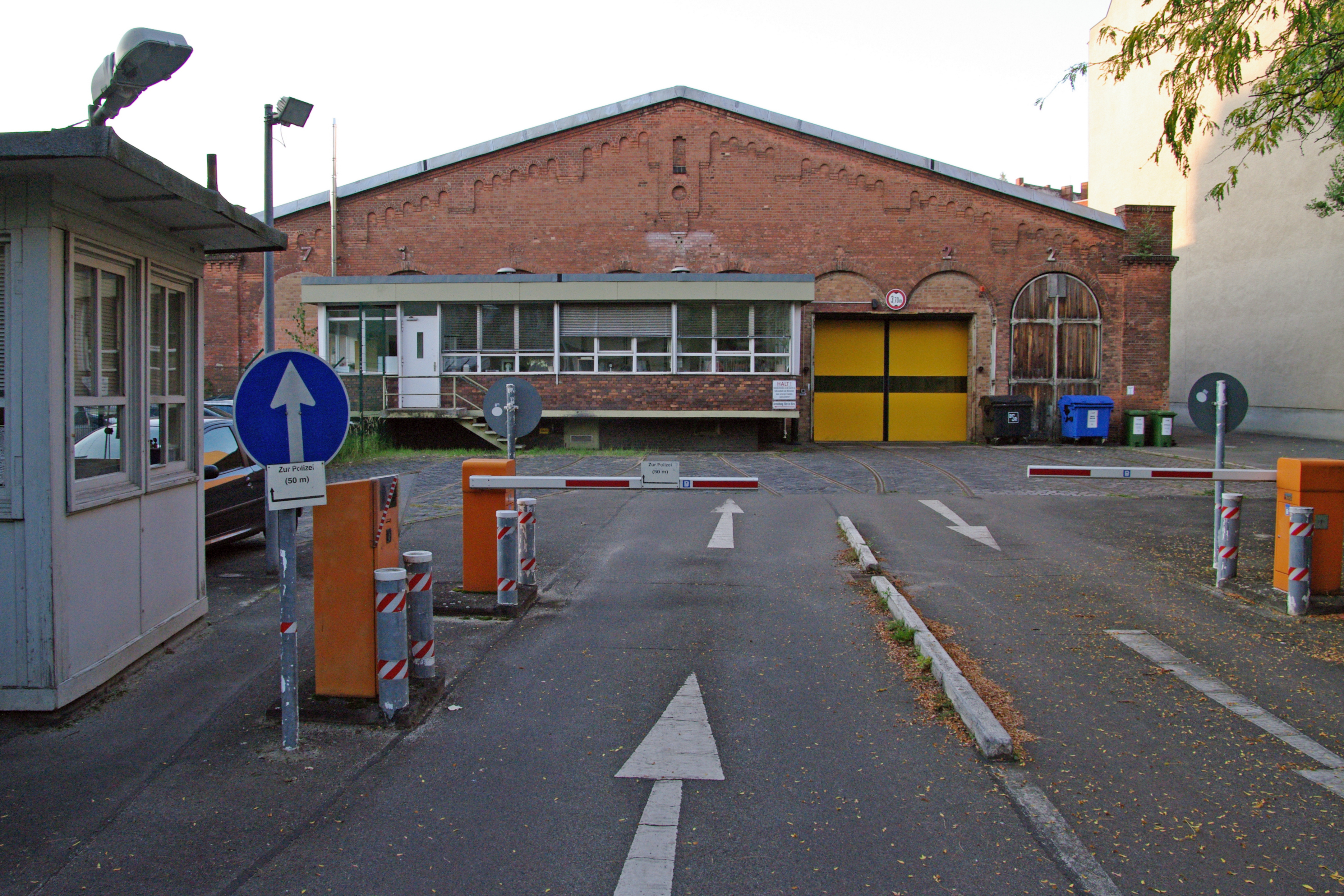
Zufahrt und Halle III, 2011

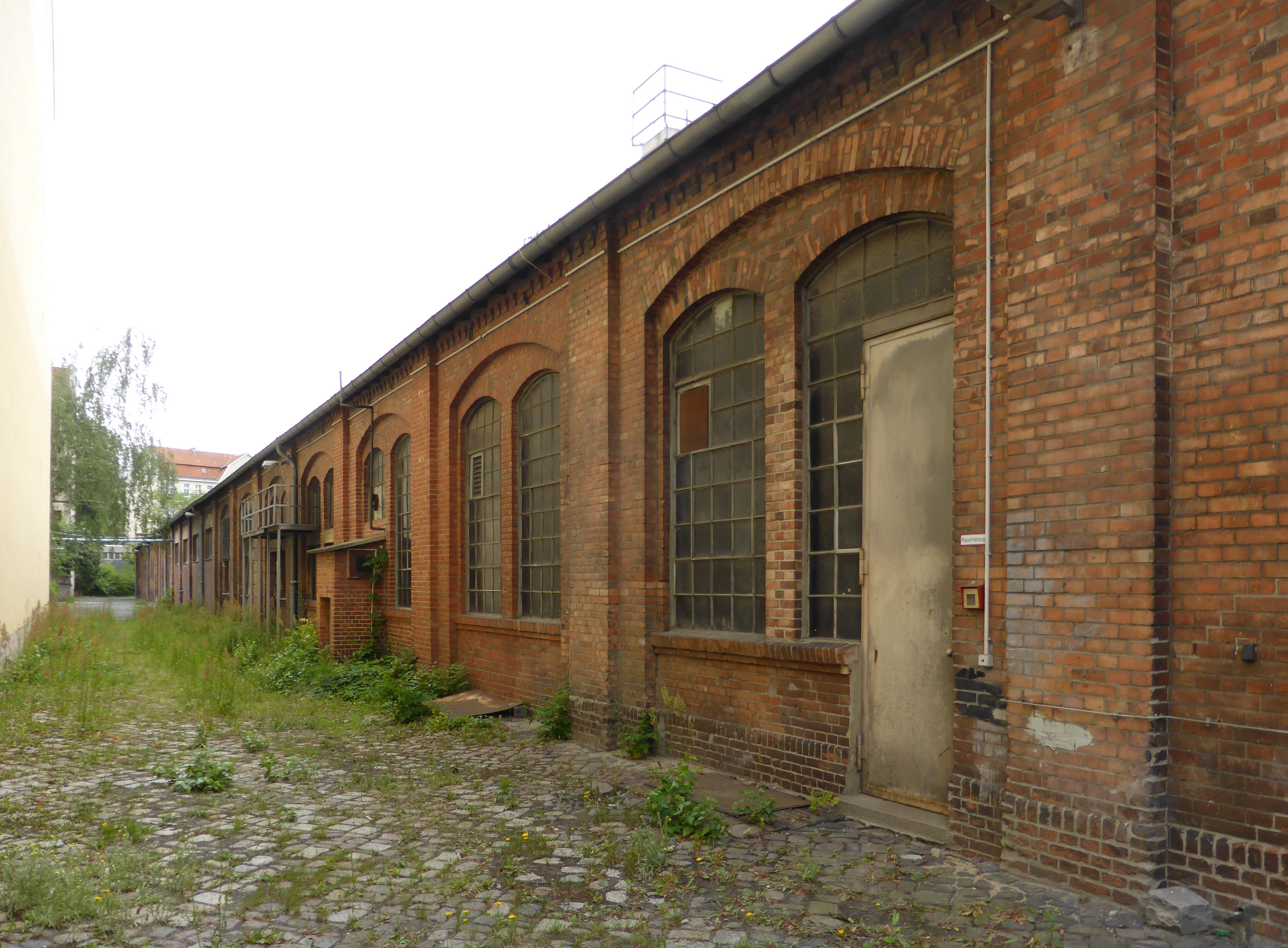
Nordseite, 2015

Der Betriebshof liegt an der Belziger Straße 52–58 im Ortsteil Schöneberg des Berliner Bezirks Tempelhof-Schöneberg. Das Grundstück mit einer Fläche von 15.779 Quadratmetern grenzt im Westen an die Gothaer Straße und im Norden an die Wartburgstraße. Die dreiteilige Wagenhalle bot auf 24 Hallengleisen Platz für bis zu 280 Straßenbahnwagen. Werkstätten und Diensträume waren im hinteren Teil der Halle angeordnet, die Verwaltung befand sich in einem separaten Gebäude im vorderen Teil an der Belziger Straße. Die Anlage steht unter Denkmalschutz.

## Geschichte
Das Depot wurde anlässlich der Elektrifizierung des Streckennetzes der GBS zusammen mit sieben weiteren Anlagen erbaut. Entwurf und Ausführung des Baus oblagen der Bauabteilung der GBS unter Leitung von Joseph Fischer-Dick. Am 6. Februar 1899 wurde der Bahnhof X in Betrieb genommen. Er ersetzte den bisherigen Hof in der Hauptstraße aus dem Jahr 1879. Ab 1920 wurde er als Hof 10 geführt, um 1935 erhielt er das Kürzel Schön. Zu den vom Hof aus eingesetzten Linien zählten unter anderem (Stand: 1937) die 7 (Westring), 60 (Weißensee, Rennbahnstraße – Lindenhof), 88 (Steglitz, Stadtpark – Bahnhof Schönholz) und 95 (Bahnhof Köpenick – Schöneberg, Belziger Straße).
Die Bedeutung des Hofs ließ mit der bevorstehenden Einstellung des West-Berliner Straßenbahnbetriebs ab Ende der 1950er Jahre stetig nach. Zuletzt war die Linie 55 (Nollendorfplatz – Hakenfelde) mit 41 Trieb- und zwölf Beiwagen auf dem Hof beheimatet, 170 Schaffner und Fahrer taten hier ihren Dienst. Nach deren Verkürzung zum Bahnhof Zoo wurde der Betriebshof am 1. Oktober 1964 geschlossen. Zunächst war die Wagenreserve noch auf dem Gelände stationiert, gleichzeitig wurden nicht mehr benötigte Wagen vor Ort verschrottet.
Das Grundstück diente danach der Unterstellung des Senatsfuhrparks sowie als Abstellfläche der Berliner Polizei für abgeschleppte und sichergestellte Fahrzeuge. In den 1990er Jahren war bereits eine Umnutzung für künstlerische Zwecke vorgesehen. Im November 2012 wurde die erneute Veräußerung des Grundstücks wieder aktuell. Die Bezirksverordnetenversammlung von Tempelhof-Schöneberg gab im Januar 2013 bekannt, dass dem Bezirksamt die Empfehlung unterbreitet werden soll, das Grundstück nicht an den Meistbietenden zu veräußern. Vielmehr soll derjenige den Zuschlag erhalten, dessen Projekt den größten sozialen und kulturellen Nutzen aufweist. Die Schaffung von Wohnraum auf dem Gelände soll dabei nicht ausgeschlossen werden.